# Náhradní mateřství
Náhradní mateřství neboli surogační (surogátní (z lat. "surrogare" - náhradní). Toto sloveso znamená "dosadit, nahradit, ustanovit) mateřství je situace, kdy je embryo biologických rodičů implantováno do dělohy náhradní matky. Pokud žena nemůže ze závažných zdravotních důvodů donosit a porodit dítě, může ho za ni donosit tzv. náhradní matka. Ta se pak z právního hlediska stane matkou dítěte, protože podle § 775 občanského zákoníku je matkou dítěte žena, která ho porodila. Žena si ale může „své“ biologické dítě osvojit. Náhradní matka je tedy definovaná jako žena, která přijme do svého těla uměle oplodněné vajíčko jiné ženy s tím, že je po porodu ochotna jej odevzdat genetické matce.

## Druhy
- Úplné náhradní mateřství – embryo, vzniklé po oplodnění mimo tělo ženy, je implantováno do dělohy náhradní matky. Její role zde spočívá pouze v těhotenství. V tomto případě mají oba rodiče k dítěti genetickou vazbu.
- Částečné náhradní mateřství – nastává v případě neplodnosti ženy, kdy se použije vajíčko dárkyně. Náhradní matka podstoupí umělé oplodnění, při kterém se použije spermatu oprávněného otce.[2]

Rozdělení náhradního mateřství dle Váchy:
- Altruistické náhradní mateřství – ochota matky hostitelky odnosit dítě bez finanční náhrady. Nemusí zde být zahrnuty výdaje spojené s těhotenstvím.
- Komerční náhradní mateřství – náhradní matka dostane peníze nejen na výdaje spojené s těhotenstvím, ale také odměnu za odnošení dítěte.

Pojetí matky podle Váchy:
- genetická matka,
- gestační matka a
- sociální matka.

## Právní úprava náhradního mateřství v České republice
V České republice je náhradní mateřství pouze okrajově zmíněno pouze v § 804 občanského zákoníku, který se zabývá překážkami osvojení. Více občanský zákoník (i přes často mylné informace v médiích) náhradní mateřství neupravuje. Náhradní mateřství je tedy proces, který u nás není zakázán, ale pro jeho výkon nejsou stanovena žádná specifická pravidla.
Prvním předpokladem je vyhledání ženy, která je ochotna do procesu náhradního mateřství vstoupit jako náhradní matka. Pokud se jedná o vdanou ženu, je nutný souhlas manžela. Služba náhradní matky musí být bezúplatná; má pouze nárok na úhradu výdajů spojených s těhotenstvím a porodem. Na těchto úhradách se podílí otec dítěte. Objednatelské páry poté zpravidla podepisují dohodu o tom, že jim bude dítě po porodu odevzdáno. Z právního hlediska je ale tato dohoda nevymahatelná, nemůže tedy posloužit například při následném soudním sporu o svěření do péče/adopce. Jako další krok následuje umělé oplodnění náhradní matky, při kterém jí je implantováno vajíčko ženy z objednatelského páru oplodněné jejím mužem. Pokud dojde k průkaznosti těhotenství, uzná muž z objednatelského páru se souhlasem těhotné ženy otcovství. Tím má postavení otce se všemi právy i povinnostmi (a to ještě před narozením dítěte). Náhradní matka se může vzdát dítěte ihned po narození. Dítě si tedy následně může vzít fyzicky do péče otec. Jak uznání otcovství, tak vzdání se dítěte ze strany matky, musí být provedeno podle předpisů České republiky, tzn. před příslušnými orgány. Žena z objednatelského páru následně požádá o osvojení dítěte (stejně jako při adopci cizího dítěte). Soud nemá důvod jí nevyhovět, protože biologická matka se dítěte zřekla. Tím dojde k naplnění představy objednatelského páru.

## Právní úprava v jiných zemích
Zcela prvním státem, který přijal zákonnou úpravu náhradního mateřství, byl Izrael. Tamní zákon Embryo Carrying Agreements Law vydaný v březnu roku 1996 určil možnosti a náležitosti uzavření surogační smlouvy, která musí být schválena státem jmenovanou komisí. Podmínky pro uzavření smlouvy jsou takové, že pár musí mít izraelské občanství. Dále musí být stejného náboženského vyznání za podmínky, že náhradní matka bude svobodná, rozvedená, nebo vdovou a objednatelský neplodný pár bude heterosexuální. Povolena je pouze altruistická forma plného náhradního mateřství.
Co se týče Spojených států amerických, zde nefunguje komplexní zákon pro všechny státy. Jednotlivé státy si určují svá pravidla, ve kterých náhradní mateřství povolují, nepovolují nebo o těchto pravidlech vůbec nejednají. Náhradní mateřství povoluje například stát Florida nebo Texas. Naopak státy jako Indiana, New York a Michigan ho zakazují nebo jakákoliv ujednání o náhradním mateřství prohlašují za neplatná. Zatím žádnou právní úpravu nepřijaly státy Colorado, Montana a Georgie.
Konkrétně v Texasu je surogační mateřství umožněno těm, kteří podepíší písemnou dohodu. Podepsána musí být všemi zúčastněnými a schválena soudem. Objednatelský pár musí být manželé a neplodní. Umělé oplodnění nelze tedy provést z jiných než zdravotních důvodů. Další podmínkou je, že vajíčka musí poskytnout žena neplodného páru a aspoň jedna ze zúčastněných stran musí mít své trvalé bydliště na území státu Texas. Velice důležitý je zápis na matrice, neboť objednatelský pár je již od narození zapsán v rodném listě dítěte.
V Evropských zemích není shodná právní úprava, v některých zemích je náhradní mateřství upraveno zákonem (povoleno pro manželské páry, ne homosexuály). Práva biologickým rodičům poskytují například Spojené království, Gruzie a Ukrajina. V jiných zemích (Rakousko, Německo) je náhradní mateřství výslovně zakázáno a jeho účastníci se dopouští trestného činu.
Slovenští zákonodárci přistoupili k výslovnému zakotvení absolutní neplatnosti jakékoliv dohody a smlouvy, která by odporovala kogentní zásadě označující za matku dítěte ženu, která dítě porodila. Zákon č. 36/2005 Z. z., zákon o rodině, v ustanovení § 82 uvádí:
„(1) Matkou dieťaťa je žena, ktorá dieťa porodila. 
(2) Dohody a zmluvy, ktoré sú v rozpore s odsekom 1, sú neplatné.“ 
Z obsahu uvedené stati zákona vyplývá, že Slovensko ve svých právních ustanovení zásadně nevylučuje surogační mateřství. Naopak je to běžný medicínský postup. Na území Slovenska se ale jednoznačně ustanovuje, která z žen se bude považovat za matku dítěte. Nerozhoduje test DNA, který by svědčil ve prospěch ženy, která poskytla genetický materiál. Rozhoduje záznam o porodu, který osvědčí, která žena dítě porodila.
Náhradní mateřství se rovněž provádí v Indii a Thajsku.

## Argumentace pro a proti náhradnímu mateřství
Zastánci náhradního mateřství argumentují tím, že každý má právo na vlastní štěstí a může o něj usilovat způsobem, který nepůsobí bezdůvodnou újmu druhým. Svolí- li tedy náhradní matka k náhradnímu mateřství, není to žádným způsobem protiprávní. Náhradní mateřství tedy činí lidi šťastnějšími. Stejně tak nikdo nemůže zakázat pomoci druhému člověku, i když spočívá ve využití vlastního těla, kterému však na druhou stranu nebude ve větší míře ublíženo.
Odpůrci náhradního mateřství nalézají oporu především v argumentaci, že náhradní mateřství může být zneužito například náhradními matkami z nižších příjmových vrstev, které tohoto využívají pouze za účelem finančního zisku (pojetí náhradního mateřství jako obchodu, „pronajmutí“ dělohy ženy). Náhradní mateřství rovněž často vystavuje náhradní matku tlaku a stresu ze strany rodiny, pro kterou dítě nosí, což neprospívá ani jí, ani nenarozenému dítěti. Za nebezpečný se také považuje vznik psychických a zdravotních nemocí pro matku „hostitelku“. Další argument je ten, že náhradní mateřství zprošťuje ženu odpovědnosti a narušuje její důstojnost.

## Historie náhradního mateřství
O procesu, který nám může připomínat náhradní mateřství, se můžeme dočíst již v Bibli. Konkrétně v šestnácté kapitole První knihy Mojžíšovy. Jedná se o nejstarší zmínku, kterou lze považovat za formu náhradního mateřství:
1. Saraj, Abramova manželka, mu nerodila. Měla egyptskou otrokyni, která se jmenovala Hagar.
2. Jednou řekla Sáraj Abramovi: „Hle, Hospodin mi nedopřál, abych rodila, vejdi tedy k mé otrokyni, snad budu mít syna z ní.“[11]

Dříve byly tyto praktiky využívány pro zachování rodu. Rozdíl byl především v tom, že nešlo o umělé oplodnění. Náhradní mateřství se uskutečňovalo formou pohlavního styku ženy a muže (z objednatelského páru). Tedy podílely se na tom dvě osoby, nikoli tři, jak je tomu v dnešní době. Ve vyspělých společnostech se to praktikovalo zejména ve vyšších vrstvách. Rozdílem však je, že dříve do zmíněného procesu nijak nezasahovala centra asistovaného reprodukce. V roce 1978 se ve Velké Británii narodilo první „dítě ze zkumavky“, Luisa Brown. Nejspíše to byl krok k novému pohledu na náhradní mateřství. Vznik nového života nezávisí již na dvou lidech, ale podílí se tři. V případě neplodnosti ženy vstupují do procesu – biologický otec (dárce spermatu) a dvě ženy (dárkyně vajíčka a nositelka plodu). Za otce právně upravené myšlenky náhradního mateřství se považuje právník Noel Keane. Jeho nápad se stal reálným až při navázání spolupráce s lékařem Warrenem J. Rinholdem, který souhlasil s prováděním umělého oplodnění. Nakonec se dočkali přijetí zákona, který metodu náhradního mateřství v některých státech USA umožňuje.